# Andrea Arnold
Andrea Arnold (celým jménem Andrea Patricia Arnold) (* 5. dubna 1961, Dartford, Velká Británie) je britská filmová režisérka a scenáristka, autorka filmů Fish Tank, Bouřlivé výšiny nebo American Honey.

## Život
Narodila se v britském městě Dartford jako nejstarší ze čtyř dětí. Její matce bylo v době narození šestnáct let, otci sedmnáct, rodiče se brzy rozešli. Arnoldová tak strávila mládí potulováním se a prozkoumáváním okolí Dartfordu.

## Tvorba
Mládí a vyrůstání s matkou samoživitelkou a třemi sourozenci popsala Arnoldová v krátkém filmu Wasp (Vosa). V šestnácti letech si začala psát vlastní deníky, inspirovala se mimo jiné Deníkem Anny Frankové. V osmnácti letech začala pracovat jako asistentka v televizi, kde vydržela deset let. Průběžně psala deníky a scénáře, které později zúročila v krátkometrážní i celovečerní tvorbě. První větší vystoupení absolvovala jako moderátorka v dětské televizní show No. 73 a jako tanečnice v pořadu Top of the Pops. Po ukončení spolupráce s televizí se rozhodla vystudovat konzervatoř Amerického filmového institutu. Svůj debutový snímek Mléko (Milk) natočila v roce 1998, její celovečerní debut Red Road byl uveden roce 2006 na festivalu v Cannes získal stejně jako následující snímky Fish Tank a American Honey cenu poroty. Filmy Andrey Arnoldové jsou často inspirovány realistickou tvorbou britské kinematografie, ale také dokumentární tvorbou hnutí cinema direct nebo cinema vérité.

## Filmografie
- 1998 – Milk (Mléko) – krátký film
- 2003 – Wasp (Vosa) – krátký film
- 2006 – Red Road
- 2009 – Fish Tank
- 2011 – Bouřlivé výšiny (Wuthering Heights)
- 2016 – American Honey
- 2021 – Kráva (Cow) – dokument
- 2024 – Ptáče (Bird)